# Spörbichl
Spörbichl ist eine Ortschaft und eine Katastralgemeinde der Marktgemeinde Windhaag bei Freistadt in Oberösterreich. Die Ortschaft hat 101 Einwohner.
Spörbichl liegt auf 904 Metern Seehöhe südöstlich von Windhaag. Das Ortszentrum befindet sich bei der Kapelle. Auf der Anhöhe von Spörbichl befinden sich zwei 60 Meter hohe Windkraftanlagen, die Teil des Windparks Spörbichl sind, im Ort befindet sich außerdem die Freiwillige Feuerwehr Spörbichl.

## Geschichte
Das früheste Schriftzeugnis ist von 1499 und lautet Sperpuhel. Als Kompositum aus mittelhochdeutsch sper- (hart vor Trockenheit, rau) und -puhel bedeutet der Name trockener Bühel.